# Тиран-крихітка світлогорлий
Тиран-крихітка світлогорлий (Phyllomyias fasciatus) — вид горобцеподібних птахів родини тиранових (Tyrannidae). Мешкає в Південній Америці.

## Опис
Птах має попелясте забарвлення голови, горло і скроні у нього білі, над очима білі "брови". Верхня частина тіла оливкова, нижня частина тіла жовтувата. На крилах світлі смужки.

## Підвиди
Виділяють три підвиди:
- P. f. cearae Hellmayr, 1927 — східна Бразилія (від Сеари до Пернамбуку);
- P. f. fasciatus (Thunberg, 1822) — центральна Бразилія (від Мараньяну до південного сходу Мату-Гросу і південного Гоясу), крайній схід Болівії (північно-західний Санта-Крус);
- P. f. brevirostris (Spix, 1825) — південно-східна Бразилія, схід Парагваю і північний схід Аргентини (Коррієнтес).

## Поширення і екологія
Світлогорлі тирани-крихітки мешкають в Бразилії, Болівії, Аргентині і Парагваї. Вони живуть переважно у вологих рівнинних тропічних лісах, а також в інших лісах, чагарникових заростях, на плантаціях, в парках і садах. Зустрічаються переважно на висоті до 800 м над рівнем моря, подекуди на висоті до 1900 м над рівнем моря.